# L'Optimum
 (décembre 2013).
L'Optimum est un magazine mensuel et papier français, haut de gamme, destiné aux hommes. Son slogan : "tout pour les hommes". Il dit avoir pour ambition de distraire les hommes.

## Description
Il est apparu en 1976, sous le nom de l'Officiel Homme avant d'être renommé le Magazine de l'Optimum en 1996. Il est diffusé par les éditions Jalou, maison française.
Il est vendu en 2015 au prix de 3 €.
En 2017 son éditeur annonce l’arrêt de la publication.